# Ingomba

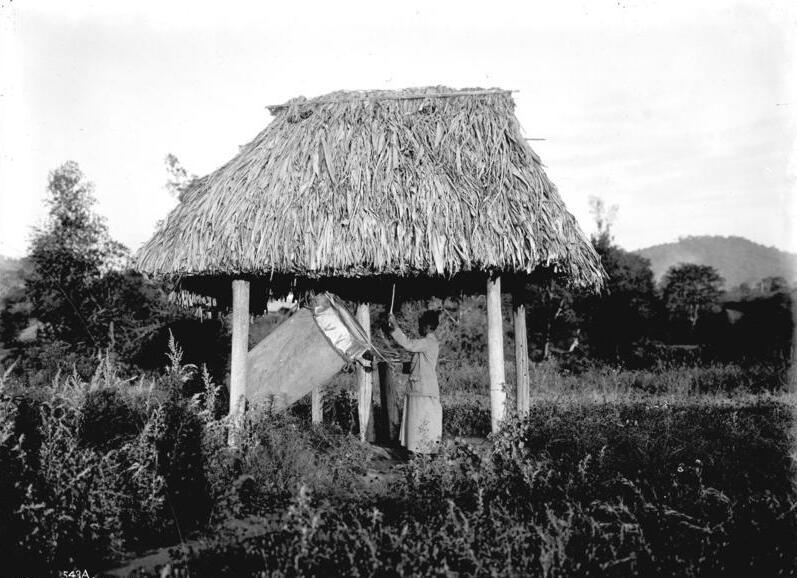
Ingomba na África Oriental Alemã em 1906

Ingomba, ingome, ingono, engoma, angoma, ingoma ou zingoma  (do bantu ngoma ou n'goma; lit. 'tambores' ) é um tambor ritual encontrado em toda a África bantu, construído esticando-se uma pele de animal sobre um cilindro de madeira maciça escavado. O seu uso foi difundido pelos escravos africanos por todo o mundo, inclusive no Brasil, sendo usado nas cerimónias do candomblé bantu e também em algumas danças folclóricas afro-brasileiras (coco, jongo, bambelô etc.).[carece de fontes?]
Por metonímia, ngoma passou a designar também a dança e o canto acompanhados pelo tambor, bem como as comunidades praticantes desse ritual - as comunidades do tambor. 